# پرچم نیکاراگوئه
پرچم نیکاراگوئه برای اولین بار در ۲۷ اوت ۱۹۷۱ به رسمیت شناخته شد. به‌عنوان پرچم ملی و نشان ملی شناخته می‌شود و همچنین دارای تناسب ۳:۵ می‌باشد.